# Głowonogi

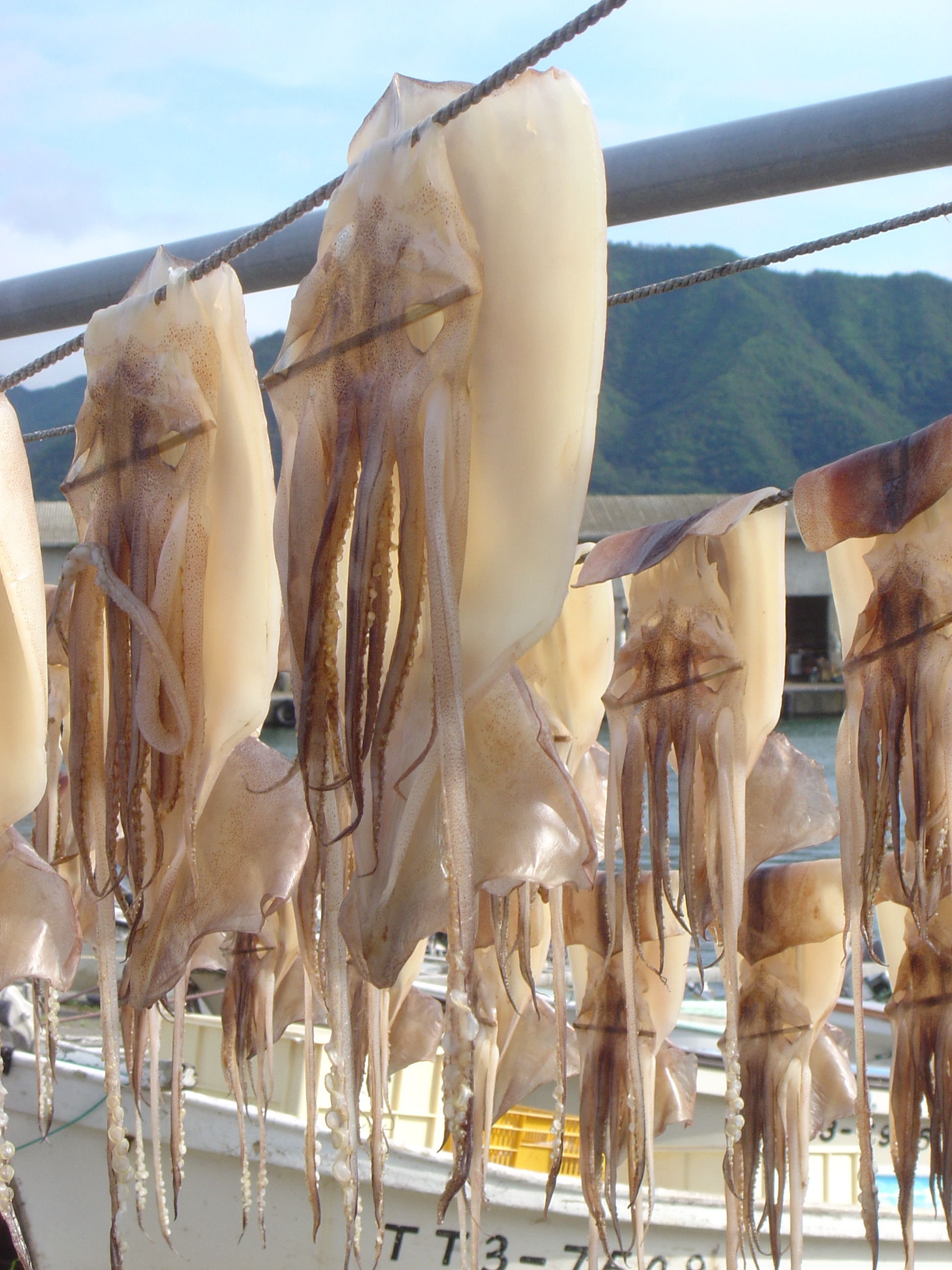
Suszące się kalmary w Iwami w prefekturze Tottori w Japonii.

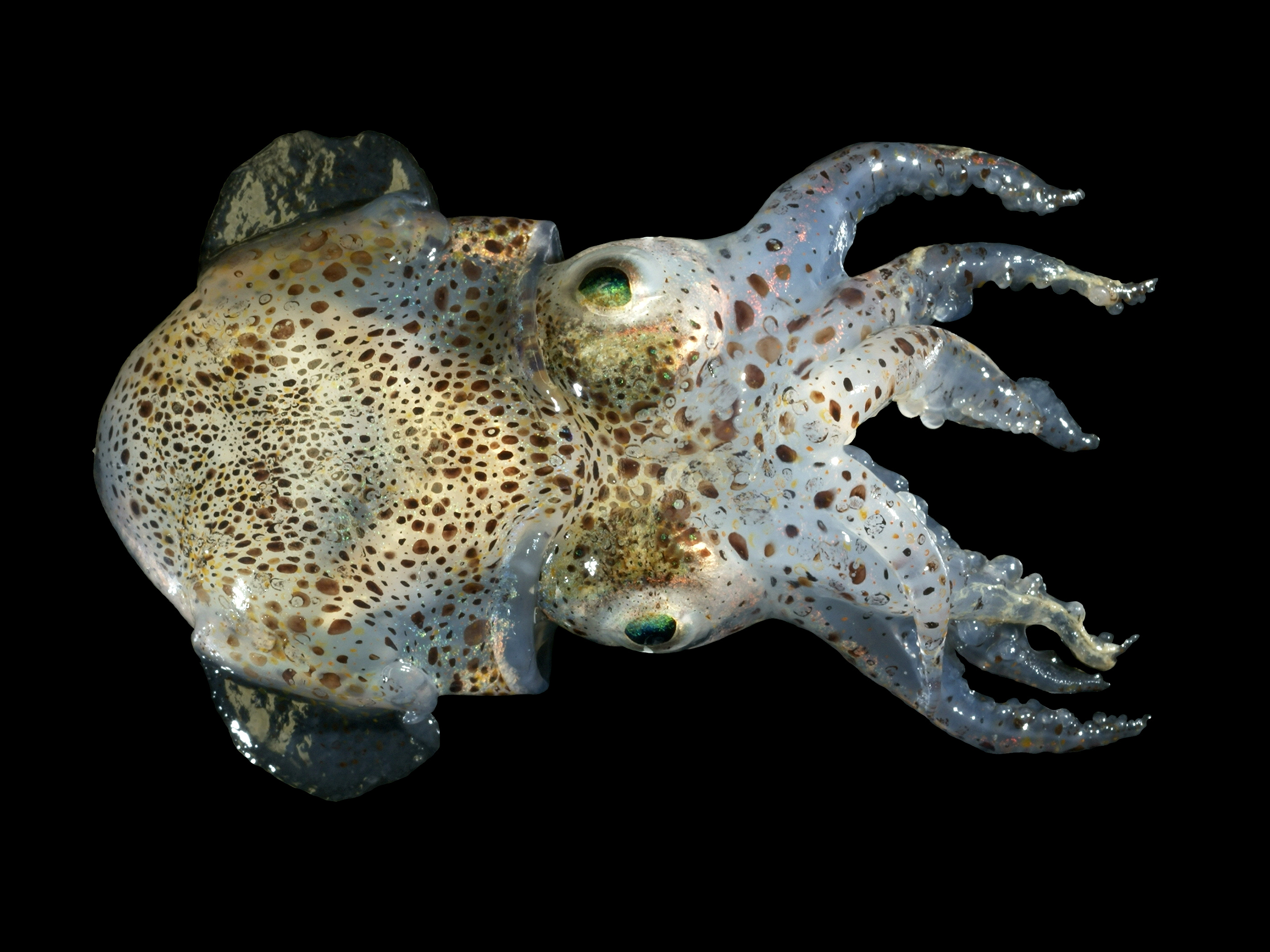
Sepiola atlantica

Głowonogi (Cephalopoda, z gr. kephalē – głowa + pous – noga) – gromada dwubocznie symetrycznych, morskich mięczaków o prostym rozwoju, nodze przekształconej w lejek, ramionach otaczających otwór gębowy, chitynowym dziobie i całkowicie zrośniętym płaszczu otaczającym organy wewnętrzne. Mają od 1 cm do ponad 20 m długości. Głowonogi są ewolucyjnie bardzo starą grupą – pojawiły się prawdopodobnie około 570 mln lat temu. Jest to najwyżej uorganizowana grupa mięczaków.

## Występowanie
Wszystkie głowonogi żyją w morzach o pełnym zasoleniu. Preferują wody podzwrotnikowe.

## Budowa
Pomimo dużych różnic w morfologii poszczególnych rzędów, u wszystkich głowonogów możemy wyróżnić dwie części ciała: głowę i tułów. Z głowy wyrasta osiem lub dziesięć pokrytych przyssawkami ramion, ułożonych dookoła otworu gębowego. Ramiona te są prawdopodobnie przekształconą nogą, na co wskazuje ich unerwienie. Między nimi, na większej lub mniejszej długości rozpięta jest błona. U dziesięciornic ramion jest dziesięć, z czego dwa są wyraźnie dłuższe, kurczliwe. Geneza tych dwojga ramion nie jest do końca znana. U łodzików ramion nie ma. Mają one za to do 90 kurczliwych, bezprzyssawkowych wyrostków.

### Powłoka ciała
Skóra głowonogów składa się z warstwy skóry właściwej zbudowanej z tkanki łącznej oraz z jednowarstwowego nabłonka walcowatego. Ma ona liczne gruczoły śluzowe oraz – w górnej warstwie – komórki barwnikowe. Skóra wielu głowonogów ma także komórki tęczowe zawierające drobne, załamujące światło kryształki. Dzięki tym komórkom może nabierać ona metalicznego lub perłowego połysku. W skórze wielu gatunków znajdują się także narządy świetlne. Są to skomplikowane, dobrze ukrwione i unerwione struktury, zużywające dużo tlenu. U niektórych gatunków świecenie wywołują bakterie symbiotyczne. Poza tym niektóre głębinowe głowonogi wydzielają także świecący śluz.

### Szkielet
Łodziki jako jedyne z obecnie występujących głowonogów mają muszlę zewnętrzną. Muszla płaszczoobrosłych jest bowiem muszlą wewnętrzną, na dodatek mniej lub bardziej zredukowaną. U niektórych ośmiornic muszla zanika całkowicie. Głowonogi są pierwszymi mięczakami, u których pojawia się tkanka chrzęstna. Jest ona nie tylko punktem przyczepu dla mięśni, ale pełni też funkcję ochronną. Na ten chrzęstny szkielet wewnętrzny składają się:
- chrząstka głowowa – osłania ona zwoje nerwowe, po bokach ma dwa wyrostki oczne
- chrząstka szyjna – ulokowana na granicy głowy i worka trzewiowego
- chrząstka lejkowa – znajduje się u nasady lejka.

Ponadto u wylotu jamy płaszczowej znajdują się dwie chrząstki wgłębione i dwie guziczkowate zamykające ją. Wgłębione znajdują się na ścianie worka trzewiowego, zaś guziczkowate po wewnętrznej stronie płaszcza. Głowonogi mające płetwy mają także chrząstki płetwowe.

### Układ pokarmowy
Układ pokarmowy rozpoczyna się usytuowanym pomiędzy ramionami otworem gębowym. Zaopatrzony jest on w parę rogowych szczęk o kształcie papuziego dzioba. Są one poruszane silnymi mięśniami, co ma znaczenie przy kruszeniu pancerzy skorupiaków. W leżącej za otworem gardzieli znajduje się tarka. Inaczej niż u pozostałych mięczaków, u głowonogów tarka służy nie tyle do rozdrabniania pokarmu, co do pomocy przy jego przełykaniu. Przy dolnej szczęce znajduje się narząd podtarkowy. Ujście do gardzieli mają dwie pary gruczołów ślinowych, przy czym druga para może wydzielać jad. Za gardzielą znajduje się krótki przełyk, który następnie przechodzi w jelito środkowe. W tej części układu pokarmowego znajduje się żołądek. U łodzika i ośmiornic jest on poprzedzony wolem. Częściowo strawiony w żołądku i ewentualnie w wolu pokarm przechodzi do jelita ślepego, gdzie zostaje w znacznej mierze wchłonięty. Powierzchnia jelita ślepego jest pokryta licznymi fałdami. Do jelita ślepego ma ujście wątrobotrzustka, która u płaszczoobrosłych jest wyraźnie podzielona na dwie części. Z żołądka wychodzi jelito tylne, które przechodzi w jelito proste kończące się odbytem. Do jelita prostego ma ujście woreczek czernidłowy.

### Układ wydalniczy
Głowonogi mają jedną lub dwie pary nerek. Zrastają się one ze ściankami pni żylnych w pobliżu serca, które uwypuklają się do ich wnętrza tworząc gąbczaste wyrostki. Nerki otwierają się do wtórnej jamy ciała za pomocą lejków. Ściany nerek pokrywa nabłonek wydzielniczy. Moczowody są parzyste. Mają one ujście w jamie ciała, po bokach odbytu.

### Układ krwionośny
Jednokomorowe serce głowonogów leży w tylnej części worka trzewiowego. Ma po bokach cztery (u łodzika), bądź dwa przedsionki. U ośmiornic komora zazwyczaj ma przegrodę. Z serca wychodzą tętnice głowowa i odwłokowa.

Układ krwionośny głowonogów jest półotwarty. Co za tym idzie krew wlewa się do zatok krwionośnych w ograniczonym stopniu. Mają naczynia włosowate.

Przed wpłynięciem do skrzeli krew przyśpieszana jest w sercach skrzelowych.

### Układ nerwowy
U głowonogów spośród całego typu mięczaków nastąpiło najsilniejsze scentralizowanie układu nerwowego, w którym można wyróżnić mózg zbudowany ze zlanej pary zwojów mózgowych, trzewiowych i nożnych. Zwoje mózgowe kontrolują receptory głowowe: statocysty, dotykowe i pęcherzykowate oczy zdolne do akomodacji, analogiczne do oczu ryb. Od zwojów trzewiowych odchodzą trzy pnie nerwowe unerwiające narządy znajdujące się w tułowiu, a z pary zwojów nożnych odchodzi osiem lub dziesięć nerwów unerwiających odnóża. Mózg głowonogów chroniony jest chrzęstną puszką mózgową.

### Układ oddechowy
Poza łodzikami mającymi 2 pary skrzeli wszystkie współczesne głowonogi mają tylko jedną parę. Skrzela znajdują się w tylnej części jamy płaszczowej. Są przytwierdzone do spodu worka trzewiowego i skierowane ku przodowi. Na osi skrzeli znajdują się dwa rzędy blaszek skrzelowych. U ośmiornic na blaszkach znajdują się kolejne rzędy blaszek, zaś u kałamarnic i mątw szereg pokrytych zmarszczkami fałd.
Przepływ wody przez skrzela jest regulowany za pomocą skurczów ściany jamy płaszczowej.

### Narządy zmysłów
Oczy głowonogów mieszczą się po bokach głowy. Są duże, ich masa może sięgać nawet do 25% masy ciała, zaś średnica do 40 cm (u kałamarnicy olbrzymiej). Dla porównania masa oczu człowieka stanowi ok. 0,02% masy ciała.
U głowonogów wyróżnia się zasadniczo dwa typy oczu. Pierwszy to prymitywne oko łodzika, będące właściwie wpukliną powłoki ciała o kształcie dołka z zawężonym otworem. Znajduje się w nim walcowaty nabłonek wzrokowy, którego komórki mają długie pręciki skierowane w stronę otworu. Brak w nim ciała szklistego i soczewki. Ten typ oka występuje także w rozwoju zarodkowym głowonogów płaszczoobrosłych.
Drugim typem jest oko płaszczoobrosłych. Ma ono postać zamkniętych pęcherzyków o złożonej budowie. Ma ono otaczającą gałkę oczną wtórną rogówkę. Pod nią znajduje się tęczówka o kształcie kolistego fałdu. Brzegi fałdu nie zrastają się tworząc źrenicę. Na przedniej ścianie oka znajduje się soczewka. Akomodacja następuje przez przesunięcie soczewki, inaczej niż u ssaków, u których zmienia ona kształt.
Siatkówka zbudowana jest z komórek wzrokowych mających bardzo długie pręciki skierowane do wnętrza gałki ocznej. Na 1 mm² siatkówki przypada nawet do 105 tysięcy pręcików u mątwy i odpowiednio 70 tysięcy u ośmiornicy i 50 tysięcy u kałamarnicy. Głowonogi dostrzegają dokładne, ostre kształty. Widzą kolory, a także światło spolaryzowane.
Oczy głowonogów mimo swego podobieństwa do oczu kręgowców nie są z nimi homologiczne. Oczy kręgowców są bowiem wypuklinami mózgu, zaś oczy głowonogów skóry.
Głowonogi dwuskrzelne mają też fotoreceptory rozsiane po całej powierzchni ciała.
Za odczuwanie smaku odpowiada narząd podtarkowy.

### Układ rozrodczy
Gonady głowonogów są usytuowane w tylnej części worka trzewiowego. Pierwotnie uchodziły one do jamy płaszczowej przez dwa przewody, jednakże u większości obecnych głowonogów zachował się tylko jeden.

#### Samica
Jajowody mają w różnych miejscach gruczoły jajowodowe. W tylnej części worka trzewiowego mieszczą się gruczoły nidamentylne (brak ich u ośmiornic i u części kałamarnic).

#### Samiec
U płaszczoobrosłych jedno (lub rzadko dwa) ramiona przekształcają się w hektokotylus. Wyjątki stanowią rodzaj Vampyroteuthis oraz podrząd Cirrata. U łodzika zaś 2 pary wyrostków przekształcone są w tak zwany spadix. Zarówno hektokotylus jak i spadix służą do przenoszenia spermatoforów do jamy płaszczowej samicy.
Budowa gonad samców przypomina budowę jajników. Nasieniowód na początkowym odcinku jest wąski i poskręcany, potem rozszerza się w pęcherzyk nasienny, u którego końca znajdują się jeden lub dwa gruczoły przyprątne. Pęcherzyk uchodzi następnie zazwyczaj do torebki Needhama, która z kolei ma ujście do jamy płaszczowej. W torebce Needhama gromadzą się spermatofory.

## Rozmnażanie i rozwój
Głowonogi są formami rozdzielnopłciowymi z zapłodnieniem wewnętrznym. Rozwój ich jest prosty, nie mają formy larwalnej. Głowonogi rozmnażają się raz w ciągu życia i giną po pierwszym okresie rozrodu.

## Lokomocja
Większość głowonogów, zwłaszcza tych o wydłużonym, zaostrzonym ciele jest dobrymi pływakami. Pływają one ruchem odrzutowym wyrzucając wodę z jamy płaszczowej przez lejek. Przekrzywiając lejek mogą zmieniać kierunek ruchu. Niektóre z nich potrafią w ucieczce przed drapieżnikami wyskakiwać z wody. Taki skok może mieć do 2 m wysokości i 15 m długości. Płynąc powoli głowonogi wykonują płetwami ruchy faliste. Istnieją jednak także gatunki unoszące się w toni morskiej niemalże biernie.

## Znaczenie
- Poławiane są w celach konsumpcyjnych, przez mieszkańców krajów nadmorskich.
- Sepii (wydzieliny z woreczka czernidłowego) używa się w malarstwie.
- Z muszli wewnętrznej mątw wykonuje się proszki polerskie. Służą one także jako dodatek do past do zębów, oraz są źródłem wapnia w hodowlach ptaków.
- Muszle łodzików wykorzystywane są do produkcji biżuterii.
- Są elementem łańcuchów pokarmowych. Są pokarmem dla ryb i zębowców.
- Skamieliny wymarłych głowonogów są pomocne przy ustalaniu wieku warstw geologicznych.
- Kałamarnice żerują na ławicach ryb.
- Ośmiornice potrafią wyjadać skorupiaki z zastawionych na nie pułapek.

## Ewolucja
Pierwszymi znanymi głowonogami są łodzikowate znane od kambru. Bardzo szybko stały się one istotnym składnikiem morskiej biocenozy, a w ordowiku i sylurze były dominującą grupą wśród nektonu. We wczesnym dewonie wyodrębniły się z nich amonitowate, które od dewonu aż do końca kredy były jedną z głównych grup nektonu. W karbonie z łodzikowatych wyodrębniły się nowe grupy: mątwy i wymarłe w jurze aulakoceratidy, być może także przodkowie belemnitów. Pod koniec triasu powstały pierwsze kalmary, a pod koniec jury (według innych źródeł w kredzie) pierwsze ośmiornice. Z samego początku jury znane są pierwsze niewątpliwe belemnity, które aż do końca kredy będą jednym z głównych elementów nektonu morskiego. Wymieranie kredowe doprowadziło do upadku wielu grup głowonogów. Wymarły wtedy amonity i belemnity (szczątkowe populacje amonitów przetrwały ten kryzys i znane są z najniższego paleocenu; a formy zaliczane przez część badaczy do belemnitów występują jeszcze w eocenie), a łodzikowate stały się od tego czasu grupą reliktową.

## Systematyka
Uwaga! Istnieje wiele różnych podziałów systematycznych tej gromady. Tu zaprezentowano tylko jeden z nich.
Podgromada: †Ammonoidea – amonity
Podgromada: Nautiloidea – łodzikowce
Rząd: Nautilida – łodziki
Podgromada: Coleoidea – płaszczoobrosłe
Nadrząd: Decapodiformes – dziesięciornice
Rząd: Sepiida
Rząd: Sepiolida
Rząd: Spirulida
Rząd: Teuthida
Nadrząd: Octopodiformes
Rząd: Octopoda – ośmiornice
Rząd: Vampyromorphida – wampirzyce